# Leszek Urbanowicz
Leszek Urbanowicz (ur. 1 czerwca 1964 w Gdańsku) – siatkarz, reprezentant Polski, olimpijczyk, w przeszłości kierownik drużyny AZS Olsztyn.
Pomiędzy 1985 a 1996 rokiem rozegrał 252 mecze w reprezentacji Polski, będąc jej podstawowym zawodnikiem w latach 90. Wraz z reprezentacją wywalczył złoty medal na Uniwersjadzie w Sheffield w 1991 roku. Uczestniczył w Igrzyskach Olimpijskich w Atlancie w 1996 roku oraz 4-krotnie w Mistrzostwach Europy (Sztokholm 1989, Berlin 1991, Turku 1993,  Ateny 1995).
Żonaty z Bożeną, z którą ma dwoje dzieci, Sylwię i Jakuba (również siatkarza). Siatkarzem jest także jego bratanek Karol Urbanowicz.

## Kluby
- Stoczniowiec Gdańsk
- AZS Olsztyn
- Olympiakos Pireus
- Legia Warszawa
- PKS Szczytno

## Sukcesy reprezentacyjne
- 1991 -  złoty medal na Uniwersjadzie

## Sukcesy klubowe
- 1989 -  Wicemistrzostwo Polski z AZS-em Olsztyn
- 1989 -  Puchar Polski z AZS-em Olsztyn
- 1990 -  3. miejsce w Mistrzostwach Polski z AZS-em Olsztyn
- 1991 -  Mistrzostwo Polski z AZS-em Olsztyn
- 1991 -  Puchar Polski z AZS-em Olsztyn
- 1992 -  Mistrzostwo Grecji z Olympiakosem Pireus
- 1992 -  2. miejsce w Pucharze Europy Mistrzów Krajowych z Olympiakosem Pireus
- 1995 -  Puchar Polski z Legią Warszawa
- 1996 -  Wicemistrzostwo Polski z Legią Warszawa